# Tři do páru
Tři do páru (A Home at the End of the World, tj. Domov na konci světa) je americký hraný film z roku 2004, který režíroval Michael Mayer jako svůj filmový debut. Film byl natočen podle románu Domov na konci světa spisovatele Michaela Cunninghama, který ho adaptoval jako scénář. V ČR byl film distribuován na DVD pod názvem Tři do páru.

## Děj
Děj začíná v roce 1967 v Clevelandu. Bobbyho starší bratr Carlton zemře při nehodě na jedné párty. Děj pokračuje po letech, kdy Bobby chodí na střední školu. Zde se skamarádí s Jonathanem, a když Bobbyho rodiče zemřou, bydlí s Jonathanem a jeho rodiči. Mezi chlapci se vyvine intimní přátelství. Když je matka přistihne při líbání, Jonathan se zařekne, že se odstěhuje z domu.
Děj pokračuje na počátku 80. let, kdy Jonathan bydlí v New Yorku a Bobby žije dál s adoptivními rodiči a pracuje jako pekař. Protože otec musí kvůli astmatu změnit prostředí, odstěhují se do Phoenixu v Arizoně a Bobby odjíždí za Jonathanem do East Village v New Yorku, kde bydlí ještě spolubydlící Clare. Jonathan má jen krátkodobé známosti a Bobby s Clare spolu začnou chodit. Jonathan se cítí být odstrčený, a proto odjíždí ke svým rodičům. Když Jonathanův otec zemře, Bobby s Clare jedou do Arizony na pohřeb. Napětí mezi trojicí skončí emotivní hádkou, ve které jim Clare oznámí, že je těhotná. Rozhodnou se žít ve třech, odstěhují se z New Yorku a zakoupí dům na venkově. 
Bobby je přesvědčí, aby si otevřeli malou kavárnu. Když se jim narodí dcera Rebecca, žijí nějakou dobu všichni spolu. Jonathan na sobě pozoruje příznaky nemoci AIDS, ale kromě Bobbyho o nemoci nikdo neví. Clare během doby pozoruje, že se mezi muži, které oba miluje, opět vytváří silné citové pouto. Proto se rozhodne, že již mezi nimi nebude stát a odjede se svou dcerou za matkou do Filadelfie. Bobbyho i Jonathana se její odjezd velmi dotkne, ale na druhé mohou najít cestu k sobě navzájem. Jonathan vysloví přání, aby byl jeho popel rozptýlen zde, kde se cítí jako doma.

## Obsazení
| Colin Farrell   | Bobby Morrow                  |
| Dallas Roberts  | Jonathan Glover               |
| Robin Wrightová | Clare                         |
| Sissy Spacek    | Alice Glover                  |
| Matt Frewer     | Ned Glover                    |
| Erik Smith      | Bobby Morrow jako teenager    |
| Harris Allan    | Jonathan Glover jako teenager |